# Everytime We Touch (album Cascada)
Everytime We Touch è l'album di debutto del gruppo musicale eurodance tedesco Cascada, pubblicato originariamente il 21 febbraio 2006 negli Stati Uniti dall'etichetta discografica Zooland. È stato poi reso disponibile nel resto del mondo in diverse date.
Dal disco, contenente numerose cover di canzoni rese note da altri artisti, sono stati estratti ben sette singoli. La più acclamata dal pubblico è stata la title track Everytime We Touch, originariamente interpretata da Maggie Reilly, che ha permesso al gruppo di divenire noto su scala internazionale. Gli altri singoli, tutti pubblicati tra il 2004 e il 2006, sono stati Miracle, Bad Boy, How Do You Do!, Truly, Madly, Deeply, Ready for Love e A Neverending Dream.

## Tracce
CD (Zooland 88697031442 (Sony BMG) / EAN 0886970314428)
1. Everytime We Touch – 3:17 (Maggie Reilly, Stuart MacKillop, Peter Risavy)
2. Ready for Love – 3:23 (Yanou, DJ Manian)
3. Miracle – 3:38 (Yanou, DJ Manian)
4. How Do You Do! – 3:16 (Per Gessle)
5. Can't Stop the Rain – 3:28 (Yanou, DJ Manian, Allan Eshuijs)
6. Truly Madly Deeply – 4:12 (Darren Hayes, Daniel Jones)
7. Wouldn't It Be Good – 3:27 (Nik Kershaw)
8. Bad Boy – 3:12 (Yanou, DJ Manian)
9. Another You – 3:37 (Yanou, DJ Manian)
10. A Neverending Dream – 3:22 (Matthias Uhle, Alex Kaiser)
11. Love Again – 3:27 (Yanou, DJ Manian)
12. Kids in America – 3:00 (Marty Wilde, Ricki Wilde)
13. One More Night – 3:42 (Yanou, DJ Manian)
14. Everytime We Touch – 3:16 (Maggie Reilly, Stuart MacKillop, Peter Risavy) – (Yanou's Candlelight Mix)

Durata totale: 48:17
CD (Zooland 1724419 (UMG) / EAN 0602517244191)
1. Everytime We Touch – 3:18 (Maggie Reilly, Stuart MacKillop, Peter Risavy)
2. Ready for Love – 3:23 (Yanou, DJ Manian)
3. Miracle – 3:39 (Yanou, DJ Manian)
4. How Do You Do! – 3:16 (Per Gessle)
5. Can't Stop the Rain – 3:29 (Yanou, DJ Manian, Allan Eshuijs)
6. Truly Madly Deeply – 4:12 (Darren Hayes, Daniel Jones)
7. Wouldn't It Be Good – 3:27 (Nik Kershaw)
8. Bad Boy – 3:13 (Yanou, DJ Manian)
9. Another You – 3:39 (Yanou, DJ Manian)
10. A Neverending Dream – 3:22 (Matthias Uhle, Alex Kaiser)
11. Love Again – 3:27 (Yanou, DJ Manian)
12. Kids in America – 3:01 (Marty Wilde, Ricki Wilde)
13. One More Night – 3:45 (Yanou, DJ Manian)
14. Everytime We Touch – 3:16 (Maggie Reilly, Stuart MacKillop, Peter Risavy) – (Ballad Version)

Durata totale: 48:27

## Classifiche
| Classifica (2006/2007) | Posizione raggiunta |
| ---------------------- | ------------------- |
| Irlanda                | 1                   |
| Regno Unito            | 2                   |
| Svezia                 | 10                  |
| Francia                | 11                  |
| Norvegia               | 14                  |
| Austria                | 31                  |
| Paesi Bassi            | 40                  |
| Belgio (Vallonia)      | 47                  |
| Svizzera               | 48                  |
| Stati Uniti            | 67                  |

## Date di pubblicazione
L'album è stato pubblicato in diversi paesi in date totalmente differenti. La pubblicazione originale risale al 21 febbraio 2006, negli Stati Uniti, mentre un'ultima versione è uscita l'11 giugno 2008 in Australia.
| Paese       | Data             | Formato | Etichetta              |
| ----------- | ---------------- | ------- | ---------------------- |
| Stati Uniti | 21 febbraio 2006 | CD      | Robbins                |
| Germania    | 31 marzo 2006    | CD      | Zeitgiest, Zooland     |
| Germania    | 23 febbraio 2007 | CD      | Zeitgeist, Zooland     |
| Germania    | 27 aprile 2007   | CD      | Zeitgeist, Zooland     |
| Canada      | 4 aprile 2006    | CD      | Awesome Music, Robbins |
| Singapore   | 9 maggio 2006    | CD      | EQ Music, Zooland      |
| India       | 9 maggio 2006    | CD      | EQ Music, Zooland      |
| Thailandia  | 9 maggio 2006    | CD      | EQ Music, Zooland      |
| Malesia     | 9 maggio 2006    | CD      | EQ Music, Zooland      |
| Cina        | 9 maggio 2006    | CD      | EQ Music, Zooland      |
| Taiwan      | 9 maggio 2006    | CD      | EQ Music, Zooland      |
| Giappone    | 26 aprile 2006   | CD      | Pony, Zooland          |
| Francia     | 6 novembre 2006  | CD      | M6 Interactions        |
| Regno Unito | 5 marzo 2007     | CD      | AATW                   |
| Australia   | 11 giugno 2008   | CD      | Central Station        |
| Olanda      | 3 maggio 2007    | CD      | Universal Music        |
| Svezia      | 2006             | CD      | Central Station        |